# Psalidognathus thomsoni
Psalidognathus thomsoni (лат.) или псалидогнатус Томсона — вид жуков-усачей, крупные прионины из Южной Америки рода Psalidognathus..

## Распространение
Вид обитает на территории Эквадора, Колумбии и Бразилии.

## Этимология
Вид назван по имени американского энтомолога Джеймса (Томсона James Thomson).
Название рода Psalidognathus является производным от греческих слов ψαλίδι (псалиди) — «ножницы» и γνάθος (гнатос) — «челюсти».
Соответственно, для любителей русской словесности Psalidognathus thomsoni это «ножницечелюстник Томсона».